# Medox
Medox kelta eredetű férfinév, jelentése  jótékony, jótékonykodó, nagylelkű (wales-i), de értelmezik még "az Úr fia"-ként is. (angol) Becézése:Medi,Mexi,Mex,Doxi[forrás?]

## Gyakorisága
Az 1990-es években nem lehetett anyakönyvezni, a 2000-es években nem szerepel a 100 leggyakoribb férfinév között.

## Idegen nyelvi változatai
- Madden, Maddocs, Maddok, Madoc, Madock, Madocks, Madocs, Madok, Madox, Maiddoc, Maiddocs, Maidoc(angol)[6]
- Ihsan, Muhsin (Arab)
- Maddock (Kelta)
- Madawc, Maddoc, Maddock, Maddog, Madog (Wales)[2]

## Névnapok
- október 26.[7]

## Híres Madoxok
- Ford Madox Brown, angol festő.
- Ford Madox Ford, angol író, költő, kritikus és szerkesztő

## Külső hivatkozások
- Az MTA Nyelvtudományi Intézete által anyakönyvi bejegyzésre alkalmasnak minősített utónevek jegyzéke